# 泰来县
泰来县在中国黑龙江省西部、嫩江下游，是齐齐哈尔市下辖的一个县。泰来县是黑龙江省古代建制最早的地方之一，辽代即建上京道泰州，1916年设置泰来县。

## 历史
1913年（民国二年）在泰来设置泰来设治局，与大赉县划界而治，为泰来行政建制之始。1917年（民国六年）1月升为泰来县，隶属黑龙江省龙江道。

## 人口
根據第七次人口普查數據，截至2020年11月1日零時，泰來縣常住人口為249153人。

## 行政区划
泰来县下辖7个镇、1个民族镇、2个民族乡：
泰来镇、平洋镇、汤池镇、江桥蒙古族镇、塔子城镇、大兴镇、和平镇、克利镇、胜利蒙古族乡、宁姜蒙古族乡、葡萄场、果树场、泰来县一苗圃、泰来县二苗圃、东方红机械林场、六三监狱、泰来农场、第一良种场、第二良种场、宏胜种畜场和二龙涛农场。
2013年8月7日，黑龙江省民政厅批复同意将泰来县汤池镇划归齐齐哈尔市昂昂溪区管辖

## 特产
泰来大米：中国地理标志产品。